# The Skandals
The Skandals er et 7 personers skaband fra København med unge musikere. The Skandals har siden deres start i 2005 spillet i det meste af Danmark og Sverige.
The Skandals er bemærkelsesværdige både grundet deres utraditionelle genrevalg, men også fordi de er aktive i så ung en alder. Da bandet debuterede i 2005 var medlemmerne blot 12-13 år gamle.
De spiller deres bud på den energiske 1wave ska, hvis oprindelse fandt sted på Jamaica i slut50’erne – 60’erne, mikset med andre jamaicanske stilarter såsom roots-reggae.
The Skandals inspillede deres første plade i midten af oktober 2008 og den udkommer den 6. marts 2009. 
The Skandals har spillet sammen med / varmet op for kunstnere som Pato, Natasja, Magtens Korridorer, The Slackers, Bliglad, Babylove & the Van Dangos og Alton Ellis